# Gestion des ressources humaines en Belgique
La gestion des ressources humaines en Belgique s'apparente sur de nombreux points à celle pratiquée dans les autres pays européens ou à d'autres pays industrialisés dans le monde. Elle trouve l'origine de ses principales particularités dans son histoire sociale et la structure fédérale du pays issue de sa diversité linguistique et de ses traditions de pouvoir décentralisé.

## Les structures sociales du monde du travail
Sous l'ancien régime, les professions ont rapidement été organisées sous forme de guildes ou de métiers d'artisans, dans ces territoires qui ont vu l'éclosion des premières libertés communale en Europe du nord (la première Charte des libertés à Huy, 27 août 1066). La force de ces organisations est notamment à l'origine de l'exceptionnel développement des territoires de l'actuelle Belgique durant le Moyen Âge et au-delà. Elles permettront aussi l'éclosion des premières industries de l'Europe continentale.
Avec la Révolution française et la promulgation de la Loi Le Chapelier et du décret d’Allarde, toutes les associations professionnelles sont supprimées et dorénavant interdites. La constitution de syndicats de travailleurs et le droit de grève ne sont pas non plus autorisés.
L'industrialisation croissante favorise l'émergence d'un prolétariat important, et la question sociale dans les années 1880 verra la montée des grands mouvements de revendications sociales des travailleurs, avec la constitution de syndicats d'origine socialiste (aujourd'hui FGTB) et chrétienne (aujourd'hui CSC) en parallèle avec des initiatives d'origine patronale humanistes ou chrétiennes. Une sécurité sociale privée ou associative se développe, avec notamment l'apparition des mutualités.
Il faudra attendre 1944 pour voir au lendemain de la libération l'instauration d'un régime de sécurité sociale organisé par l'État, négocié à Londres pendant la Seconde Guerre mondiale par patronat et syndicats. L'Office national de la Sécurité sociale coordonne les différentes actions de sécurité sociale en Belgique, dont l'unification n'est toujours que partielle.

## Contexte politique et administratif
La réforme de la Constitution de 1993 a consacré la structure fédérale de la Belgique, et a donné un certain nombre de compétences aux entités fédérées. Si certaines matières restent légalement dépendantes du seul niveau fédéral (dont la justice et la sécurité sociale), d'autres telles la politique de l'emploi relèvent de plusieurs niveaux de pouvoir, avec les problèmes de coordination que cela suppose. La politique de l'emploi est ainsi généralement une prérogative des régions, mais l'état fédéral y garde des compétences. La  communauté germanophone a par ailleurs obtenu de la Région wallonne que celle-ci lui concède la plupart de ses compétences en la matière. Le travail des étrangers, compétence fédérale, est laissée à l'application des régions (+ Communauté germanophone).
La formation est généralement compétence des communautés, mais les régions sont chargées de la formation professionnelle. Certaines écoles ou universités ont des pouvoirs organisateurs privés. L'école royale militaire, ouverte sur la société, dépend du niveau fédéral. Provinces et communes organisent également certains enseignements. 
| État fédéral | Communautés               | Régions                                                                                           |
| Compétences générales | Compétences d'attribution | Compétences d'attribution                                                                         |
| --- | ------------------------- | ------------------------------------------------------------------------------------------------- |
| - Sécurité sociale (pensions, aide aux personnes, santé, mutuelles, etc.)                                                                | - Enseignement            | - Agriculture                                                                                     |
| Compétences résiduelles | Pouvoirs implicites       | Pouvoirs implicites                                                                               |
| - Justice - Fiscalité (plus de 90 % de la fiscalité) - Immigration - Transport (SNCB, aériens, etc.) - Relations avec l'Union européenne | - Emploi des langues      | - Politique économique - Emploi et formation professionnelle - Transports régionaux (bus & trams) |

Les pratiques de décentralisation de l'État se retrouvent également au niveau des relations entre les partenaires sociaux. Les accords relatifs à l'emploi et à la sécurité sociale sont généralement conclus paritairement entre patronat et syndicats, y compris au plus haut niveau. Le Gouvernement général se contente généralement de couler dans une loi les accords conclus entre partenaires sociaux.

## Gestion du personnel en Belgique

### Contrat de travail
En constante évolution, le contrat de travail a fait l'objet d'une loi appelée « loi sur le contrat de travail », publiée le 3 juillet 1978.
La Belgique connaît plusieurs types de contrat de travail salarié :
- le contrat de travail d'employé ;
- le contrat de travail d'ouvrier ;
- le contrat de travail de travailleur domestique ;
- le contrat de travailleur intérimaire ;
- le contrat de travail de représentant de commerce ;
- le contrat de travail d'occupation d'étudiant.

Il y a lieu de distinguer encore les contrats à durée déterminée, indéterminée, de remplacement, et pour un travail ou une tâche définis.
La notion de cadre n'existe pas à proprement parler en Belgique. Cependant, la loi distingue parmi les employés les employés intermédiaires et les employés supérieurs. Ce sont ceux dont la rémunération annuelle dépasse un plafond dont le montant est indexé chaque année (respectivement 252 771 € et 50 554 € en 2002).
De l'article 37 de la loi précitée, « Lorsque le contrat a été conclu pour une durée indéterminée, chacune des parties peut le résilier moyennant préavis ».
Si pour les employés inférieurs et les ouvriers les durées de préavis sont codifiées, il en est pas de même pour les employés intermédiaires et supérieurs. La loi précise simplement que « les délais à observer par l'employeur et par l'employé sont fixés soit par convention conclue au plus tôt au moment où le congé est donné, soit par le juge ».
La Cour de Cassation a, dans deux arrêts, précisé que d'une part la durée du préavis était celle nécessaire à retrouver un emploi équivalent et que d'autre part la durée du préavis était fonction de l'âge, de l'ancienneté et de la rémunération du travailleur.
Plusieurs juristes spécialisés ont analysé la jurisprudence et ont établi un modèle mathématique. La plus connue, qui est d'ailleurs appliquée systématiquement par certaines cours, est celle de l'avocat Thierry Claeys.
On peut donc constater qu'en Belgique, contrairement à d'autres pays européens, le licenciement était chose aisée mais coûtait relativement cher à l'employeur.

## Sécurité sociale

### Sécurité sociale des personnes qui travaillent en dehors de l'Espace économique européen et de la Suisse
- Sécurité sociale des personnes qui travaillent en dehors de l'Espace économique européen et de la Suisse

### Accidents du travail
- Assurance accident de travail

### Chômage
L'administration du chômage est gérée par l'Office national de l'Emploi (ONEM). Cependant, la distribution des allocations et les relations individuelles avec les travailleurs sont laissées aux  trois syndicats reconnus. La Caisse auxiliaire de paiement des allocations de chômage, dépendant directement de l'ONEM, effectue les mêmes fonctions pour les personnes n'étant pas affiliées à l'un des syndicats de travailleurs.
- Service chômage de la CGSLB[2]
- Service chômage de la CSC[3]
- Service chômage de la FGTB[4]

## Les structures patronales du secteur privé

### Associations d'employeurs
Les Chambres de Commerce et d'industrie en Belgique

#### Par territoire
- Fédération des entreprises de Belgique[5]
- Unizo - Indépendants flamands[6]
- Union des classes moyennes - Indépendants francophones[7]
- Union des Entreprises de Bruxelles[8]
- Union wallonne des entreprises[9]
- Vlaams Economisch Verbond (VEV / VOKA)[10]

#### Corporatifs
- le Boerenbond (syndicat paysan flamand, historiquement très proche des sociaux-chrétiens flamands, aujourd'hui CD&V)
- l'ABSIM (syndicat des médecins)

#### Par secteur d'activité
- Secteur technologique: Agoria[11]
- Association belge des Banques[12]
- Entreprises d'assurances : Assuralia[13]
- Confédération Construction Wallonne[14]
- Partenaires de l'emploi : Federgon[15]
- Entreprises de distribution : Fedis[16]
- Secteur chimique : Fedichem[17]

### Syndicats de travailleurs
Les syndicats de travailleurs sont nombreux en Belgique. Seules trois d'entre eux (en fait trois confédérations de syndicats) sont dits « représentatifs », c'est-à-dire ayant une reconnaissance légale qui leur permet de participer aux différents organes paritaires.

#### Syndicats représentatifs
- CGSLB
- CSC
- FGTB[18]

#### Syndicats non représentatifs
- Gerfa[19]
- Confédération nationale des cadres[20]

## Droit du travail en Belgique

### Organisation de la justice du travail
La justice du travail est organisée en Belgique sur deux niveaux :
- juridiction de 1er niveau : tribunaux du travail (un juge professionnel, et deux juges consulaires, l'un représentant des employeurs (ou les travailleurs indépendants) et l'autre des travailleurs) ;
- juridiction de 2e niveau : cours du travail (comme pour les tribunaux, un juge professionnel, et deux juges consulaires, l'un représentant des employeurs (ou les travailleurs indépendants) et l'autre des travailleurs).

La Cour de cassation peut, comme pour les juridictions relatives à d'autres matières, être saisie pour des problèmes de forme.
Il existe cinq Cours du travail étendant territorialement leur compétence sur 27 tribunaux du travail, correspondant au 27 arrondissements judiciaires.
Les cinq cours du travail et leurs tribunaux respectifs :
- Bruxelles (Bruxelles, Louvain,  Nivelles) ;
- Liège (Liège, Huy, Verviers, Namur, Dinant, Arlon, Neufchâteau, Marche-en-Famenne, Eupen) ;
- Mons (Mons, Charleroi, Tournai) ;
- Anvers (Anvers, Malines, Turnhout, Hasselt, Tongres) ;
- Gand (Gand, Termonde, Audenarde, Bruges, Courtrai, Ypres, Furnes).

Le Ministère public est assuré par l'Auditorat du travail et ses représentants.

## Services publics liés à la gestion des ressources humaines en Belgique
- Office national de l'Emploi
- Office national de la Sécurité sociale
- Selor

### Service public en matière d'emploi et de formation
Article détaillé : Service public de l’emploi en Belgique
- Bruxelles Formation[21], chargé de la formation professionnelle francophone sur le territoire de la Région bruxelloise.
- FOREM, chargé de l'emploi et de la formation professionnelle sur le territoire de la Région wallonne à l'exception du territoire de la Communauté germanophone de Belgique.
- Actiris, chargé de l'emploi sur le territoire de la Région bruxelloise.
- Service Emploi de la Communauté germanophone de Belgique, chargé de l'emploi et de la formation professionnelle sur le territoire de la Communauté germanophone de Belgique.
- VDAB, chargé de l'emploi et de la formation professionnelle sur le territoire de la Région flamande et de la formation professionnelle néerlandophone sur le territoire de la Région bruxelloise.
- Maisons de l'emploi et Missions Locales pour l'emploi.

## Gestion des ressources humaines en services publics en Belgique
- SPF Personnel et organisation, pour les fonctionnaires fédéraux.